# 小松原俊一
小松原 俊一（こまつばら しゅんいち、1917年10月15日 - 2007年3月9日）は、日本の実業家。元三井鉱山（現 日本コークス工業）社長。元三井鉱山会長。元三井鉱山相談役。栃木県出身。

## 来歴
旧制栃木県立栃木中学校（現・栃木県立栃木高等学校）を経て、東京商科大学（現 一橋大学）を卒業。三井鉱山（現・日本コークス工業）社長、同会長および相談役を歴任。
2007年、急性呼吸不全のため89歳で死去。